# Gustav Overbeck (Diplomat)
Gustav Overbeck (ab 1867 von Overbeck, ab 1873 Freiherr von Overbeck; * 4. März 1830 in Lemgo; † 8. April 1894 in London) war ein deutscher Kaufmann, Abenteurer und Diplomat.

## Leben und Wirken
Der Sohn des Apothekers und Medizinalrats Georg Heinrich Overbeck aus einer alten Lemgoer Familie besuchte das Gymnasium in Lemgo bis zur Prima und dann die Handelsschule. Für eine kaufmännische Lehre bei seinem Onkel im dortigen Familienunternehmen kam er nach Bremen, blieb dort aber nicht lange und wanderte im Frühjahr 1850 mit seinem Vetter August Meier nach Amerika aus. Er ging nach San Francisco, eröffnete ein kaufmännisches Geschäft und unternahm verschiedene Handelsreisen, in denen sich Abenteuerlust und sein Gespür für lukrative Geschäftsfelder verbanden: 1851 nach Honolulu, in die Südsee, nach Alaska und zur Beringstraße.

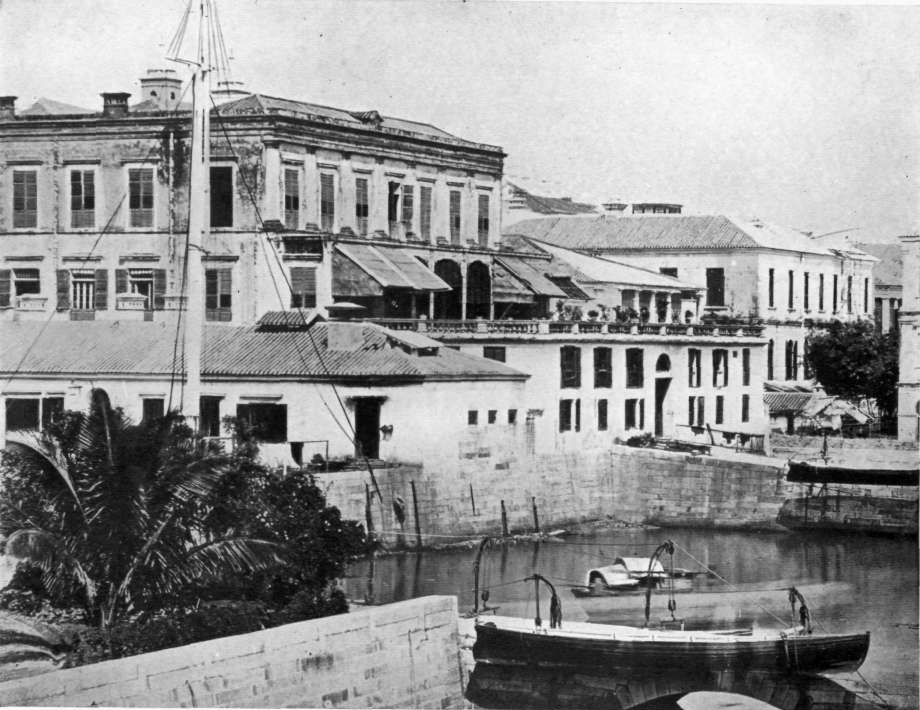
Dent & Co. in Hongkong, ca. 1858

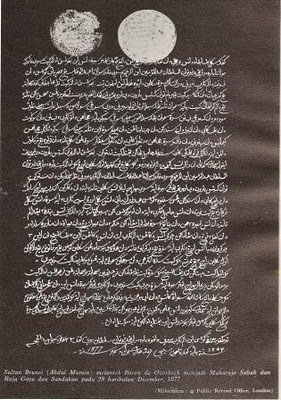
Konzession des Sultans von Brunei, 1877

1853 ging er nach Hongkong und trat in das englische Handelshaus Dent & Co. ein. Er verblieb dort, bis die Firma 1866 in wirtschaftliche Schwierigkeiten geriet. Bereits 1856 wurde er zum preußischen Vize-Konsul ernannt, 1864 auch zum k.u.k. österreichischen Konsul und ein Jahr darauf zum mexikanischen Konsul. 1866 trat er wegen des preußisch-österreichischen Krieges von seinem preußischen Posten zurück. Im selben Jahr wurde er von der österreichischen Regierung zum unbesoldeten Generalkonsul für Hongkong und Macao ernannt.
Sein in Hongkong erworbener enormer Reichtum ließ ihn auch zum Mäzen werden. 1862 war er Hauptspender für das Denkmal des Japanforschers Engelbert Kaempfer in seiner Heimatstadt Lemgo, 1865 stiftete er für das Lemgoer Gymnasium ein Preis für sprachenbegabte Schüler (Overbeck-Stiftung).
Als er in Hongkong war, hatte er vier Kinder mit Lam Tsat-Tam. Sie waren Lily Overbeck, Oi Mond Overbeck, Annie Overbeck und Victoria Overbeck.
1867 wurde er in den österreichischen Ritterstand erhoben. 1872 ernannte ihn der König von Siam zum Kommandeur des Ordens vom Weißen Elephanten. 1873 erfolgte aufgrund seiner Leistungen in Zusammenhang mit der Wiener Weltausstellung eine Erhebung in den österreichischen Freiherrenstand.
Im Januar 1876 erwarb er für 15.000 Straits-Dollar von Joseph William Torrey die kurz vor dem Erlöschen stehenden Konzessionsrechte der American Trading Co. an Territorien in Nordborneo. Der Erwerb war an die Bedingung geknüpft, dass es ihm gelingen musste, eine Verlängerung der Konzessionen durch den Herrscher von Brunei zu erhalten. 1877 gründete er deshalb mit den Brüdern Alfred und Edward Dent als Finanziers ein Joint Venture, die Dent & Overbeck Company oder Overbeck & CO. zur Erwerbung territorialer Rechte und Ausbeutung der Bodenschätze in Nordborneo. Ab November 1877 unternahm er eine Expedition mit dem Dampfer America nach Borneo. Am 29. Dezember 1877 wurde er vom Sultan von Brunei empfangen und erhielt die Konzession; am 22. Januar 1878 unterzeichnete auch Jamal-ul Azam, der Sultan von Sulu, der ebenfalls Rechte an dem Gebiet hatte, die Konzession. Overbeck wurde zum Datu Bendahara, Maharaja von Sabah und Raja von Gaya und Sandakan ernannt, darin also ein wenig den  Weißen Rajas vergleichbar. Die weitreichende Konzession erregte in Europa und in den USA großes Aufsehen; die Washington Post nannte sie „die bedeutendste durch ein Handelsunternehmen erlangte Überlassung seit den Tagen der Britischen Ostindien-Kompanie“. Doch schon am 22. Juli 1878 zwangen die von den Philippinen aus operierenden Spanier den Sultan zur Kapitulation, und Overbeck verlor de facto das Land und den Titel. 1879/80 reiste Overbeck nach Europa, um staatliche Unterstützung zur Durchsetzung der Konzession zu gewinnen. Während Großbritannien ein starkes Interesse an Borneo hatte, fand er in Deutschland nur bei Alexander Georg Mosle einen Unterstützer für seinen Plan, seine Rechte durch das Deutsche Reich erwerben zu lassen. Anfang 1881 wurde die British North Borneo Provisional Association Limited gegründet, nachdem Overbeck seine Rechte an die Gebrüder Dent übertragen hatte. Der Kompanie gelang es innerhalb eines Jahres, die Spanier zurückzudrängen und in Nord-Borneo das britische Protektorat Britisch-Nordborneo zu etablieren. Die Interpretation der in Jawi abgefassten Dokumente von 1877/78 spielen bis heute eine Rolle in dem völkerrechtlichen Disput zwischen Malaysia und den Philippinen um territoriale Ansprüche in Sabah.
Von Overbeck schloss am 2. April 1889 mit 14 Grundbesitzern in Steinförde im Landkreis Celle und dem Gutsbesitzer von Hornbostel einen Vertrag über die Ausbeutung der dortigen Steinsalzlagerstätte ab. Zugleich hegte er Pläne zur Anlage einer Dampfstraßenbahn zu einer geplanten Verladestelle an der Aller. Die Deutschen Mineraloel-Werke von Tiemann, Schrader und Rheinhold aus Winsen/Celle legten dagegen jedoch Protest ein, da sie vorgeblich ihre Abbaurechte verletzt sahen. Angesichts der dem geplanten Unternehmen beigemessenen wirtschaftlichen Bedeutung wurde sogar das Preußische Handelsministerium in Berlin eingeschaltet.
Seit 1870 war Overbeck mit Romaine Madeleine Goddard (1847–1926) verheiratet. Ihr zu diesem Zeitpunkt schon verstorbener Vater war Daniel Convers Goddard (1822–1852), der erste Assistant Secretary im Innenministerium der Vereinigten Staaten; ihre Mutter Madeleine, geb. Vinton (1825–1889), die Tochter des Kongress-Abgeordneten Samuel F. Vinton, war eine geschätzte Autorin und hatte 1865 in zweiter Ehe den Admiral John A. Dahlgren geheiratet. Die Hochzeit von Gustav Overbeck und Romaine Goddard am 16. März 1870 war ein gesellschaftliches Ereignis in Washington; Präsident Ulysses S. Grant und seine Frau, Chief Justice Salmon P. Chase, mehreren weiteren Ministern, der Armee- und Marineführung und zahlreiche Botschafter zählten zu den Gästen. Das Paar hatte drei Söhne: Gustav Convers von Overbeck, Oscar Karl Maria von Overbeck und Alfred von Overbeck (1877–1945). Romaine war eine ausgezeichnete Pianistin und lebte während der Reisen ihres Mannes häufig bei ihrer Familie in Washington sowie Deutschland; im Dezember 1875 wurde sie von Kurd von Schlözer in der deutschen Botschaft in Washington Hans von Bülow vorgestellt und begann eine kurze heftige Affäre mit ihm. Finanziell durch das Einkommen eines Familien-Trusts aus Kohlenminen Ohios völlig unabhängig, lebte sie später von ihrem Mann getrennt in Baden-Baden und Berlin.
Über Overbecks weiteres Leben ist wenig bekannt. Er starb im Alter von 64 Jahren in London.

## Auszeichnungen
- 1862: Preußischer Kronenorden 4. Klasse
- 1866: Orden der Eisernen Krone 3. Klasse
- 1867: Komtur-Kreuz des Franz-Joseph-Ordens
- 1874: Offizier der Ehrenlegion

Nach ihm ist die Overbeckstraße in Lemgo benannt.